# Căderea (roman)
Căderea (în franceză La Chute) este un roman filozofic scris de Albert Camus și publicat în 1956, ultima sa operă de ficțiune finalizată. Având acțiunea situată în Amsterdam, Căderea constă într-o serie de monologuri dramatice ale auto-proclamatului "judecător-penitent", Jean-Baptiste Clamence, prin care își prezintă viața unui străin. În ceea ce echivalează cu o mărturisire, Clamence descrie succesul său ca avocat parizian bogat care era foarte respectat de colegii săi; criza și "căderea" lui finală din grația divină au fost menite să invoce, în termeni seculari, Căderea Omului din Grădina Edenului. Căderea explorează mai multe teme: nevinovăția, închisoarea, non-existența și adevărul. Într-un elogiu adus lui Albert Camus, filozoful existențialist Jean-Paul Sartre a descris romanul ca "probabil cea mai frumoasă și cea mai puțin înțeleasă" dintre cărțile lui Camus.

## Rezumat
Jean-Baptiste Clamence, un fost avocat specializat în apărarea văduvelor și orfanilor, iar acum un judecător-penitent, locuiește în Amsterdam și se duce în fiecare zi la barul local "Mexico-City". El consideră că toți europenii sunt ocupați cu satisfacerea nevoilor și a plăcerilor, întreaga Europă aflându-se de altfel în această situație. Pentru a caracteriza omul modern este suficientă o singură frază: "îi plăcea desfrâul și citea ziare".
Clamence expune metodic viciile societății, numindu-i "saduchei" pe oameni care trăiesc în bogăție, dar nu dau bani la săraci și declarând că și el-însuși a fost odată un saducheu. Cu toate acestea, ideile sale pe această temă au fost diferite, deoarece "lăcomia, care în societatea noastră ține loc de ambiție" l-a făcut întotdeauna să râdă. Autocritica, introspecția și reflecția lui Clamence nu sunt lipsite de umor, fiind prezentate cu un strop de amărăciune. Prezentându-se pe sine, precum și rolul său în societate, el spune printre altele: "(...) inspir încredere, nu-i așa? Știu să râd deschis, să strâng mâna cu putere, și astea sunt tot atâtea atuuri".
Un moment important pentru Clamence a fost atunci când și-a dat seama că de fapt criminalii pe care-i apăra și chiar ticăloșii înrăiți se considerau în fapt a fi nevinovați. Admițându-le vinovăția, el considera că nu există însă oameni nevinovați, iar niciun om cinstit nu trebuie să se creadă nevinovat, exemplificând prin faptul că într-o zi, Jean-Baptiste Clamence, avocat cunoscut și respectat căruia i s-a acordat chiar și Legiunea de Onoare, a trecut pe lângă o femeie care se îneca, prefăcându-se că nu vede și nu aude nimic. Esența conceptului de "judecător-penitent", așa cum îl definește Clamence, va fi explicat abia către sfârșitul "mărturisirii sale publice". Iar toată povestea este în esență o mărturisire a propriilor păcate.

## Cadrul acțiunii
Clamence vorbește de multe ori despre iubirea lui pentru înălțimi, spații deschise - de la vârfurile de munte până la dunetele navelor. "Nu m-am simțit niciodată confortabil", explică el, "decât într-un loc înalt. Până și în cele mai mici amănunte ale vieții aveam nevoia să mă simt deasupra" (Camus 288). Este paradoxal că Clamence îl duce pe cher ami departe de simetriile umane ale unui oraș pitoresc pentru a sta pe o întindere litorală. Locația Amsterdam, ca un oraș sub nivelul mării, își asumă prin urmare o semnificație deosebită în ceea ce privește naratorul. Mai mult decât atât, Amsterdamul este descris, în general, în Căderea ca un loc rece și umed în care un strat gros de ceață atârnă permanent  de-a lungul străzilor aglomerate, mărginite de felinare cu neon. Pe lângă atmosferă (care ar putea să fie situată oriunde altundeva). orașul, de asemenea, a fost ales de către Camus pentru un motiv mai ciudat. În paginile de început Clamence remarcă întâmplător,
| “ | Ați observat oare că toate aceste canale concentrice din Amsterdam seamănă cu cercurile infernului? Infernul burghez, plin de vise urâte. Când vii din afară, pe măsură ce treci dintr-un cer într-altul, viața, și deci și crimele ei, devine tot mai opacă, tot mai întunecată. Aici suntem în ultimul cerc. (Camus 23) | ” |

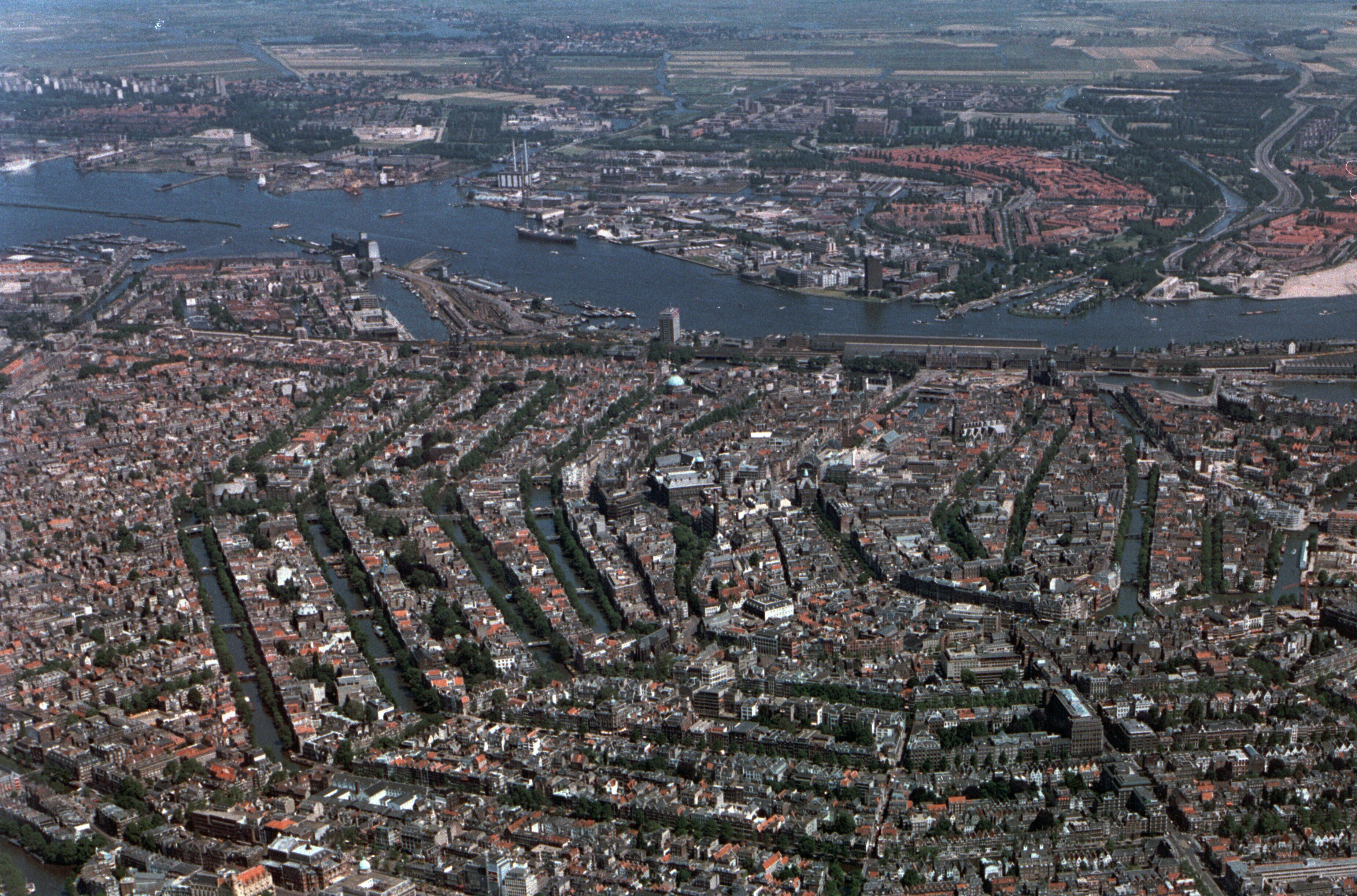
Amsterdam

 Canalele din Amsterdam, văzute din aer, apar ca o serie de cercuri concentrice pornind din centrul orașului, ceea ce l-a făcut pe Camus să le asemene cu cercurile Infernului.
"Ultimul cerc al infernului" este cartierul felinarelor roșii din Amsterdam și locația unui bar numit Mexico City, pe care Clamence îl frecventează noapte de noapte și în care se desfășoară treptat cea mai mare parte a narațiunii lui. (Barul Mexico City a existat în Amsterdam.) Spațiul respectiv servește astfel pentru a ilustra, la propriu și la figurat, căderea lui Clamence de la înălțimile clasei superioare a Parisului la lumea întunecată interlopă întunecată și dantescă a Amsterdamului, în care sufletele torturate rătăcesc fără țintă. Într-adevăr, criticii au explorat pe larg paralelele dintre căderea lui Clamence și coborârea lui Dante în Infern în Divina Comedie (vezi Galpin, King).
Este de asemenea important faptul că Albert Camus își dezvoltă ideile sale filosofice pe fundalul celui de-al doilea război mondial și al Holocaustului. Clamence ne spune că el trăiește la o scurtă distanță de Mexico City, în ceea ce a fost - anterior - Cartierul evreiesc, "până când frații noștri hitleriști au golit locul. [...] trăiesc pe locul uneia dintre cele mai mari crime din câte a cunoscut istoria" (Camus 281). Denumirea barului reamintește, de asemenea, distrugerea civilizației aztece a cărei capitală ruinată a fost înlocuită de către modernul Mexico City.
Printre alte aspecte, Căderea este o încercare de a explica modul în care omenirea ar putea fi capabil de astfel de rele. 